# Mitch Albom
Mitchell David "Mitch" Albom (Passaic, Nueva Jersey, 23 de mayo de 1958) es un escritor, periodista, guionista, dramaturgo, locutor de radio, presentador de televisión y músico estadounidense. Sus libros han vendido más de 39 millones de copias alrededor del mundo.  Más allá del reconocimiento a nivel nacional que obtuvo a principios de su carrera, es principalmente reconocido por su libro Martes con mi viejo profesor, en el cual narra sus experiencias junto a Morrie Schwartz.

## Familia, infancia y educación
Albom nació en el seno de una familia judía en Passaic, Nueva Jersey y vivió por un tiempo en Buffalo, Nueva York antes de mudarse a Oaklyn en su estado natal, cerca de Filadelfia. Después de haber cursado sus estudios secundarios en Nueva Jersey y en Filadelfia, Albom ingresó en la Universidad Brandeis en Waltham, Massachusetts en la carrera de sociología. Luego de su graduación decidió perseguir su sueño de ser músico en varios clubes nocturnos de Estados Unidos y de Europa. Descubrió que tenía facilidad para escribir y finalmente volvió a la universidad, donde obtuvo un título en la Escuela de Graduados de Periodismo de la Universidad de Columbia y otro en negocios.
En 1995, contrajo matrimonio con Janine Sabino. Viven en los suburbios de Detroit, Míchigan.

## Carrera

### Primeros años como músico
El sueño original de Albom era el de convertirse en un músico y compositor, por lo que tocaba en numerosas bandas en la secundaria y la universidad. Estudió piano con varios profesores, entre los que se encuentra Charlie Banacos en el Berklee College of Music de Boston, Massachusetts. En 1979, ya graduado de la universidad, Albom viajó a Europa para trabajar como pianista y cantante en una taberna en la isla de Creta. Más tarde se mudó a Nueva York para trabajar en la industria de la música. Formó varias bandas y tocó en varios clubes nocturnos, mientras trató al mismo tiempo de componer. 

### Trabajo como columnista
En Nueva York, Albom desarrolló interés por el periodismo. Mientras trabajaba como músico por las noches para mantenerse, comenzó a escribir durante el día para el Queens Tribune, un periódico semanal de Flushing, Nueva York. Para ayudar a construir su currículum, escribió anuncios para los supermercados locales. Su trabajo lo ayudó a ingresar a la prestigiosa Escuela de Periodismo de la Universidad de Columbia. Allí, para costear los estudios, además de su trabajo como pianista, aceptó un empleo a tiempo parcial en la revista Sport, tras lo cual desarrolló su gusto por el periodismo deportivo. Después de su graduación, se especializó en ese campo y trabajó para periódicos tales como Sports Illustrated, GEO, y The Philadelphia Inquirer. Además, cubrió varios eventos deportivos olímpicos en Europa; tuvo que pagar él mismo sus pasajes y allí se dedicó también a vender artículos. En 1983, fue contratado como escritor a tiempo completo para el periódico The Fort Lauderdale News y Sun Sentinel, y finalmente fue ascendido a columnista. En 1985, después de haber ganado el premio para periodistas deportivos entregado por la Associated Press en la categoría de mejor historia deportiva de ese año, comenzó a trabajar como el principal columnista de deportes en el Detroit Free Press como reemplazo de Mike Downey, un popular columnista que había sido contratado por Los Angeles Times.
La columna de deportes de Albom adquirió popularidad rápidamente entre los lectores. En 1989, cuando el Detroit Free Press y el Detroit News fusionaron las publicaciones del fin de semana bajo un acuerdo colectivo, las autoridades de su periódico le pidieron que añadiera una columna semanal no relacionada con los deportes a sus tareas. La columna se incluyó los domingos en la sección de opinión, y trató sobre la vida y los valores estadounidenses. Finalmente se volvió popular en todo el país, y ambas columnas siguen publicándose en el Detroit Free Press.
Durante los años en que vivió en Detroit, Albom se convirtió en uno de los periodistas deportivos más premiados del momento; fue nombrado como el mejor columnista de deportes del país trece veces por la Associated Press, y ganó el premio a la mejor historia deportiva otorgado por la misma organización en siete ocasiones. Ningún otro periodista obtuvo el premio más de una vez. Recibió más de doscientos premios de otras organizaciones, entre las que se encuentran los Premios National Headliner, la Sociedad Estadounidense de Editores de Periódicos y la Asociación de Periodistas Deportivos. Varias de sus columnas fueron compiladas en libros de antología: Live Albom I (Detroit Free Press, 1988), Live Albom II (Detroit Free Press, 1990), Live Albom III (Detroit Free Press, 1992), y Live Albom IV (Detroit Free Press, 1995).
Albom también contribuye como editor para la revista Parade.

### Trabajo como escritor

#### Libros de deportes
El primer libro no antológico de Albom fue Bo: Life, Laughs, and the Lessons of a College Football Legend (Warner Books), una autobiografía del legendario entrenador de fútbol americano Bo Schembechler, coescrita con él. El libro se publicó en agosto de 1989 y se convirtió en el primer superventas de Albom que apareció en la lista del New York Times.
Su siguiente libro fue Fab Five: Basketball, Trash Talk, The American Dream, una mirada a los comienzos del equipo masculino de baloncesto de la Universidad de Míchigan que llegó al juego de campeonato de la NCAA en 1992 y nuevamente en 1993. El libro se publicó en noviembre de 1994 y también fue un éxito de ventas y entró a la lista del Times.

#### Martes con mi viejo profesor
La obra cumbre de Albom surgió después de haber visto la entrevista de Morrie Schwartz con Ted Koppel en el programa de ABC News Nightline en 1995, en el cual Schwartz, un profesor de sociología, habló sobre la vida y la muerte con una enfermedad terminal, ELA (esclerosis lateral amiotrófica, o enfermedad de Lou Gehrig). Albom, quien había sido alumno de Schwartz durante sus años como estudiante en Brandeis, volvió a entrar en contacto con su viejo profesor, visitándolo en su hogar en los suburbios de Boston cada martes para discutir sobre la vida y la muerte. Albom, buscando una manera de pagar las cuentas médicas de Schwartz, buscó un editor para un libro sobre sus visitas. Aunque fue rechazado por muchas editoras, Doubleday finalmente aceptó la idea poco antes de la muerte del profesor, y Albom logró cumplir su deseo de costear las cuentas médicas de Morrie.
El libro, Martes con mi viejo profesor (Tuesdays with Morrie en el original), se publicó en 1997, en un pequeño volumen que relató las visitas de Albom a su profesor. La primera edición contó con veinte mil copias. Las ventas fueron creciendo lentamente, y una breve aparición en el programa de Oprah Winfrey elevó las ventas y la obra pasó a integrar la lista de superventas del New York Times en octubre del mismo año. Fue subiendo puestos hasta alcanzar el primero seis meses después. Permaneció en la lista del Times durante 205 semanas y ha sido uno de los libros de memorias más exitosos, traducido en 45 idiomas y con más de catorce millones ejemplares vendidos.
Oprah Winfrey, en asociación con a cadena de televisión American Broadcasting Company (ABC), produjo una adaptación en formato de película para televisión, protagonizada con Hank Azaria interpretando a Albom y Jack Lemmon a Morrie. Fue la película para televisión más vista de 1999, y ganó cuatro Premios Emmy. Posteriormente Albom y el dramaturgo Jeffrey Hatcher escribieron una obra de teatro para dos personajes, estrenada off-Broadway en el otoño boreal de 2001, protagonizada por Alvin Epstein como Morrie y Jon Tenney que interpreta a Mitch.
Martes con mi viejo profesor es un libro que se enseña en las escuelas y universidades de todo el mundo. Albom creó una fundación privada con parte de las ganancias, la Fundación Martes con Mitch, para ayudar en varias obras de caridad.

#### Las cinco personas que encontrarás en el cielo
Después del éxito de Martes con mi viejo profesor, el siguiente libro de Albom fue una obra de ficción. Se trató de Las cinco personas que encontrarás en el cielo (The Five People You Meet in Heaven) (Hyperion Books) publicado en septiembre de 2003. Aunque fue publicado seis años más tarde que Martes con mi viejo profesor, el libro fue muy exitoso y nuevamente entró en la lista de superventas del Times. Las cinco personas que encontrarás en el cielo vendió más de diez millones de copias en 38 países y en 35 idiomas. En 2004, se adaptó en una película para televisión de la ABC, protagonizada por Jon Voight, Ellen Burstyn, Michael Imperioli y Jeff Daniels. Dirigida por Lloyd Kramer, la película fue aclamada por la crítica y se convirtió en la película para televisión más vista del año, con 18,6 millones de espectadores.
Las cinco personas que encontrarás en el cielo narra la historia de Eddie, un veterano de guerra herido que vive en lo que él considera una vida solitaria y sin sentido arreglando montañas rusas en un parque de diversiones costero. El día que cumple 83 años, fallece tratando de salvar a una niña de una atracción. Despierta en «la otra vida», en donde descubre que el cielo no es un lugar específico sino un sitio en donde cinco personas que habían tenido un impacto en su vida se la explican. 
Albom ha declarado que el libro fue inspirado por su tío, Eddie Beitchman, quien, al igual que el personaje, combatió en las Filipinas durante la Segunda Guerra Mundial y falleció a los 83 años de edad. Cuando Albom era un niño, Eddie le contó que en una ocasión había sido operado de urgencia y había tenido una experiencia cercana a la muerte, sintiendo su alma flotando sobre la camilla. Allí, según Eddie, había visto a todos sus parientes muertos esperándolo en el borde de la camilla. Pese a que el verdadero Eddie sobrevivió a la operación, Albom ha dicho que la imagen de la gente esperándote cuando mueres inspiró el argumento de esta novela.

#### Un día más
La segunda novela de Albom, Un día más (For One More Day) (Hyperion), se publicó en 2006. La edición en tapa dura estuvo nueve meses en la lista de superventas del New York Times, ingresando directamente entre los primeros puestos. También alcanzó el primer puesto en las listas de USA Today y de Publishers Weekly. Fue el primer libro vendido por Starbucks en el lanzamiento del Programa de Libros en el otoño boreal de 2006. Fue traducido en 26 idiomas. El 9 de diciembre de 2007, la cadena ABC emitió una película para televisión de dos horas de duración titulada "Oprah Winfrey Presents: Mitch Albom’s For One More Day", protagonizada por Michael Imperioli y Ellen Burstyn. Burstyn recibió una nominación a los Premios Screen Actors Guild por su interpretación de Posey Benetto.
Un día más trata sobre un hijo que pasa un día con su madre, muerta hacía ocho años. Charley «Chick» Benetto es un beisbolista retirado que, enfrentando el dolor por sus sueños sin cumplir, el alcoholismo, su divorcio y su alejamiento de su hija, regresa al hogar de su infancia e intenta suicidarse. Allí se encuentra con su fallecida madre, quien lo recibe como si no hubiese sucedido nada. El libro explora el interrogante «¿Qué harías si tuvieses un día más junto a la persona que has perdido?»
Albom ha dicho que su relación con su propia madre se refleja ampliamente en la historia del libro, y que muchos incidentes de Un día más son eventos reales ocurridos en su infancia.

#### Have a Little Faith
Have a Little Faith, el primer libro no ficticio de Albom desde Martes con mi viejo profesor, se publicó el 29 de septiembre de 2009 por Hyperion Publishing, y relata la experiencia de Albom escribiendo la eulogia de un rabino de su ciudad. El libro tiene el mismo estilo que Martes con mi viejo profesor, en el cual el personaje principal, Mitch, tiene varias conversaciones profundas con el rabino para conocer y comprender mejor al hombre sobre quien iba a escribir la eulogía.

#### "The First Phone Call From Heaven"
En 2013, Albom se cambió de editorial a la Harper Collins, para que le publicara su séptimo libro y cuarta novela. En The First Phone Call from Heaven, el pequeño pueblo de Coldwater (Míchigan) se convierte en un centro de atención internacional cuando sus habitantes comienzan a recibir llamadas telefónicas de personas queridas ya fallecidas. Ante la incredulidad de quienes piensan que se trata de un gran engaño, Sully Harding, un desconsolado padre de familia que acaba de salir de prisión, decide averiguar la verdad. Evidentemente la descripción de Coldwater no se ajusta a la real localidad de Míchigan, pero Albom de todos modos agradece al pueblo el haber prestado su nombre para localizar los eventos de la novela. The first Phone Call from Heaven recibió buenas críticas de publicaciones como Publishers Weekly y de Library Journal.

### Trabajo como locutor de radio
Albom comenzó a trabajar en la radio en 1987 en WLLZ-Detroit, una estación de rock clásico actualmente desaparecida. Trabajó en el programa matutino de la radio como comentarista deportivo y comenzó un programa de deportes los domingos a la noche, The Sunday Sports Albom, en 1988, uno de los primeros programas de tertulia deportivos en emitirse en una radio FM. 
En 1996, Albom se mudó a WJR, una poderosa estación de radio AM en Detroit. Su programa (emitido cinco veces a la semana) es un programa de tertulia de interés general con énfasis en el entretenimiento, la escritura, la actualidad y la cultura. Ha sido premiado numerosas veces por la Asociación Radial de Míchigan como el mejor locutor de radio vespertino, y su programa fue seleccionado como el mejor talk show radial en la revista Detroit by Hour Detroit. En 2001, el programa se televisó a nivel nacional en una emisión de la cadena MSNBC. Albom continúa conduciendo el programa desde las cinco hasta las siete de la tarde en horario del este de Estados Unidos.

### Trabajo en televisión
Albom aparece regularmente en el programa de ESPN The Sports Reporters (emitido los domingos a la mañana por ESPN en Times Square a las diez) y en SportsCenter. También participa en Costas Now, The Oprah Winfrey Show, The Today Show, The Early Show de la CBS, Good Morning America de la ABC, Dr. Phil y Larry King Live.

### Trabajo como dramaturgo
El 19 de noviembre de 2002, la versión teatral de Martes con mi viejo profesor se estrenó off-Broadway en el Teatro Minetta Lane. Fue coescrita por Mitch Albom y Jeffrey Hatcher (Three Viewings) y dirigida por David Esbjornson (The Goat or Who is Sylvia?). Tuesdays with Morrie tuvo como protagonistas a Alvin Epstein (Lucky en Waiting for Godot) como Morrie y Jon Tenney (The Heiress) como Mitch.
Otras obras de Albom además de la adaptación teatral de Martes fueron dos comedias originales que se estrenaron en el Teatro The Purple Rose, en Chelsea, Míchigan, protagonizada por el actor Jeff Daniels. Duck Hunter Shoots Angel (la obra más taquillera de The Purple Rose hasta 2009) y And the Winner Is fueron producidas en distintos puntos del país, estrenándose en la costa oeste en Laguna Playhouse en Laguna Beach, California.

### Trabajo como músico
Albom es compositor y músico. En 1992, compuso la canción "Cookin' For Two" para una película para televisión, Christmas in Connecticut, dirigida por Arnold Schwarzenegger. La canción fue nominada para los Premios CableACE. También compuso la canción "Hit Somebody (The Hockey Song)", interpretada por el cantante y compositor Warren Zevon, junto a David Letterman como corista. La canción fue lanzada a la venta como un sencillo en Canadá y será adaptada a una película por el director Kevin Smith, con el guion coescrito por Albom. Actualmente toca con los Rock Bottom Remainders, una banda de escritores de la cual también forman parte Dave Barry, Stephen King, Ridley Pearson, Amy Tan y Scott Turow. En sus actuaciones juntan fondos para varios proyectos relacionados con los niños a lo largo del país.

## Filantropía

### The Dream Fund
"The Dream Fund", creada en 1989, provee becas para que niños de bajos recursos puedan estudiar arte. 

### A Time to Help
En 1998, Albom comenzó en Detroit un grupo de voluntarios llamado "A Time to Help". Cada mes, el grupo (asociado con Volunteer Impact) realiza un proyecto para ayudar a servir y mejorar la comunidad de Detroit. Los proyectos han incluido obras en refugios para gente sin hogar, comedores, hogares para ancianos y una escuela para los niños de bajos recursos. Albom y su compañero en la radio Ken Brown lideran cada proyecto y tratan de usar al grupo como un medio para aumentar el número de voluntarios. 

### S.A.Y. Detroit
S.A.Y. (Super All Year) Detroit es un programa para financiar refugios y proveer distintos servicios para las personas sin hogar. Comenzó en 2006 como respuesta al plan del gobierno de proveer refugios temporales para la gente sin hogar de Detroit sólo durante el fin de semana del Super Bowl XL. Albom pasó una noche en un refugio para atraer atención hacia la causa, y como resultado logró recaudar $350.000 en menos de dos semanas. Actualmente es una organización sin fines de lucro que se dedica a construir numerosos hogares en el área metropolitana de Detroit.

## En los medios
A mediados de la década de 1990, durante una huelga en el periódico Detroit Free Press que atrajo la atención a nivel nacional, Albom cruzó la línea de los manifestantes y regresó a su trabajo.
En 1999, Albom fue nombrado el Hombre del Año por la National Hospice Organization.
En 2000, en la entrega de los Premios Emmy, el actor Jack Lemmon le agradeció personalmente a Albom en su discurso al recibir el Emmy por Mejor Actor en una Película para Televisión o Miniserie por Tuesdays With Morrie. Sería el último papel importante de Lemmon. 
En febrero de 2003, Albom fue convocado a testificar en el juicio a Chris Webber. Webber había sido miembro de los equipos de baloncesto de la Universidad de Míchigan a principios de la década de 1990. Era miembro del equipo "Fab Five", sobre el cual Albom escribió un libro. Webber y otros tres Wolverines que jugaban en la década de 1990 fueron acusados de haber recibido $290.000 de préstamos ilegales por parte de un delincuente de la universidad, aunque las sumas jamás fueron verificadas. Los otros cuatro miembros de "Fab Five" no estuvieron implicados y el establecimiento se desligó de cualquier relación directa con los préstamos.
En 2005, Albom y otros cuatro editores fueron suspendidos brevemente del Detroit Free Press después de que Albom escribió una columna en la cual declaró que dos baloncestistas de la universidad estaban en la tribuna en un juego de torneo de la NCAA, cuando en realidad no lo habían estado.  En una columna impresa el domingo 3 de abril, Albom describió a dos antiguos jugadores de baloncesto de Míchigan, en ese momento ya en la NBA, que habían asistido a un partido de semifinales de la NCAA el sábado para alentar a su escuela. Los jugadores le habían dicho a Albom que planeaban ir, por lo que este, el viernes, sabiendo que la columna no se publicaría hasta el domingo (una vez que el partido hubiese terminado) escribió que los deportistas habían estado allí. Sin embargo, los planes de los jugadores cambiaron a último minuto y no fueron al juego. Albom sí fue, pero no chequeó la presencia de los jugadores. El jefe del Detroit Free Press también suspendió a los cuatro editores que habían leído la columna y que habían permitido que se imprimiese. 
Albom escribió una explicación sobre su error de información y se disculpó públicamente. El Detroit Free Press llevó a cabo una investigación, y con otras seiscientas columnas y cinco reporteros investigadores confirmaron que no existían evidencias de otros incidentes del mismo tipo a lo largo de su carrera en Detroit. En su artículo de regreso, Albom volvió a disculparse por su error y le dio las gracias a quienes lo habían apoyado. «Creo que sería un mentiroso si dijera que es fácil tener gente que chequea todo lo que haces», le dijo a un canal de televisión de Detroit. «Duele cuando cuestionan tu integridad, especialmente cuando has estado en una posición durante veinte años e intentaste tener una carrera y al mismo tiempo conservar tu integridad... Pero a veces es saludable que te sacudan un poco. Soy una persona más despierta por lo que pasó».
El 22 de noviembre de 2005, Albom fue el último invitado en el último programa de Nightline, presentado por Ted Koppel y emitido por la ABC. Koppel había conocido a Albom por sus entrevistas con Morrie Schwartz y el programa final trató sobre el legado de aquellos episodios y el libro de Albom. 
En octubre de 2006, la tercera novela de Albom, Un día más, fue elegida como el primer libro que se vendería en Starbucks. Gracias al pedido de Albom, un dólar de la venta de cada libro fue destinado a Jumpstart, una entidad caritativa creada para luchar contra el analfabetismo en áreas poco privilegiadas. En un solo día, el 26 de octubre, como parte de la promoción, se llevaron a cabo debates del libro por parte de sus lectores en veinticinco tiendas, y Albom habló por teléfono con todos los grupos.
El 22 de octubre de 2007, Albom apareció con el antiguo gobernador de Nueva York Mario Cuomo y con Tony Bennett en An Evening with Tony Bennett para presentar el lanzamiento del libro Tony Bennett In The Studio: A Life of Art and Music, cuyo prólogo fue escrito por Albom. El evento fue llevado a cabo en la tienda Barnes & Noble en Union Square, Nueva York.

## Obras selectas
- Tuesdays with Morrie: An Old Man, a Young Man, and Life's Greatest Lesson (2002) ISBN 0-7679-0592-X
- Las cinco personas que encontrarás en el cielo (The Five People You Meet in Heaven, 2003) ISBN 0-7868-6871-6
- Un día más (For One More Day, 2006) ISBN 1-4013-0327-7
- Have a Little Faith: A True Story (2009) ISBN 0-7868-6872-4